# エドギタ
エドギタ（Edgitha/Eadgyth/Ædgyth, 910年 - 946年1月26日）は、イングランドのエドワード長兄王の娘で、東フランク王（のち神聖ローマ皇帝）オットー1世大帝の最初の妃。名前はイーディス（Edith of England）と表記されることもある。

## 生涯
エドワード長兄王とその2番目の妻エルフフェド（Ælfflæd）の間の娘として生まれた。娘時代の様子などは一切伝わっていない。異母兄のアゼルスタン王は、同じザクセン族の東フランク王ハインリヒ1世と友誼を結ぶため、ハインリヒの息子オットーの元に花嫁候補として2人の妹エドギタとエルギフ（Ælfgifu）を送り込んだ。オットーはエドギタを伴侶に選び、2人は929年に結婚した。姉妹のエルギフは「ユピテル山地（アルプス山脈）の麓の王」に嫁いだとだけ伝わるが、これが誰を指すのかは不明である。
936年、オットーはアーヘンにおいて東フランク王としての戴冠式を挙行した。コルヴァイのヴィドゥキントはこの戴冠式に関する記述において、国王の妻エドギタには一切言及していない。しかしメルゼブルク司教ティートマルによれば、エドギタは夫とは別の場においてではあったものの、やはり王妃としての塗油の儀式を行っているという。エドギタは戦時を除けば、常に夫とともに各地を旅した。
エドギタは王妃として王国中の修道院や諸聖人に捧げられた教会に詣でたり、寄進を行った。寄進活動に対する熱心さという点では、エドギタは後に列聖される姑リンゲルハイムのマティルデをはるかに上回っていた。エドギタが王妃だった間、その姑が行った寄進は1回しか記録が無いのである。エドギタとオットーの夫婦が937年にマクデブルクに建立したマウリティウス修道院（St.-Mauritius-Kloster）は、おそらく936年に姑マティルデが夫の菩提を弔うために建てたクヴェトリンブルク修道院に対抗して建てたものと考えられている。
エドギタは同郷の聖人であるノーサンブリアのオズワルドを深く崇敬し、結婚後はオズワルドへの崇敬をドイツに広めた。その影響で、ザクセン公国のいくつかの修道院はオズワルドに捧げられている。エドギタは946年、36歳頃に急死した。オットー1世は951年、ブルグントのアーデルハイトと再婚した。

## 子女
- リウドルフ（930年 - 957年） - シュヴァーベン公
- リウトガルト（931年 - 953年） - 947年、コンラート赤公と結婚